# Ignacy Mościcki
Ignacy Mościcki (IPA: [iɡˈnat͡sɨ mɔˈɕt͡ɕit͡skʲi]) (Mierzanów, 1º dicembre 1867 – Versoix, 2 ottobre 1946) è stato un chimico e politico polacco.
Fu presidente della Repubblica polacca dal 1º giugno 1926 al 30 settembre 1939.

## Biografia
Durante gli studi di chimica presso il Politecnico di Riga, aderì al partito Proletariat, e dovette in seguito abbandonare la Polonia (1892), continuando sempre a collaborare coi socialisti polacchi. Si dedicò alla ricerca chimica industriale, guadagnandosi fama internazionale sviluppando il procedimento per sintetizzare l'ossido di azoto dagli elementi.
Dal 1896 era amico personale del maresciallo Józef Piłsudski, che dopo il colpo di Stato del 14 maggio 1926 lo designò presidente della Repubblica in sostituzione del dimissionario Stanisław Wojciechowski. Riconfermato nel 1933, ma ridotto dal regime dei colonnelli ad un ruolo puramente rappresentativo, Mościcki rimase sempre sotto la protezione del loro leader: prima il maresciallo Piłsudski, poi, dal 1936, il maresciallo Edward Rydz-Śmigły.
Dopo l'invasione tedesco-sovietica del 1939, Mościcki fuggì col governo in Romania; quindi si dimise, designando come suo successore il Maresciallo del Sejm Władysław Raczkiewicz, e si ritirò in Svizzera. Raczkiewicz divenne Presidente della Repubblica durante il governo in esilio della Polonia.